# Jurassic World: Die Wiedergeburt
Jurassic World: Die Wiedergeburt (Originaltitel: Jurassic World Rebirth) ist ein US-amerikanischer Science-Fiction-Abenteuerfilm von Regisseur Gareth Edwards. Er kam am 2. Juli 2025 in die deutschen und US-amerikanischen Kinos. Es handelt sich um den siebten Spielfilm innerhalb der Jurassic-Park-Reihe, der allerdings eine von den vorherigen Teilen unabhängige Geschichte erzählt. In den Hauptrollen verkörpern Scarlett Johansson, Mahershala Ali und Jonathan Bailey ein Expeditionsteam, das zu einer einsamen Insel aufbricht, um dort Dinosaurier-DNS für die Entwicklung von dringend benötigten Medikamenten zu extrahieren.

## Handlung
Die Ökologie der Erde hat sich als weitestgehend untauglich für die Beherbergung von Dinosauriern erwiesen, die in gemäßigteren Umgebungen dahinsterben. Nur auf Inseln rund um den Äquator ist das Klima noch passend genug, dass die dortigen Spezies überleben können. Daher gilt von allen Ländern der Welt ein Reiseverbot für diese Gebiete. Siebzehn Jahre vor der eigentlichen Handlung entkam auf der Insel Saint-Hubert ein genetisch veränderter Tyrannosaurus, ein „D-Rex“, aus einer gentechnischen Forschungsanlage, die daraufhin verlassen wurde.
Martin Krebs, Vertreter des Pharmaunternehmens ParkerGenix, engagiert die Söldnerin Zora Bennett, eine Expertin für riskante Befreiungs- und Wiederbeschaffungsmissionen, und den Paläontologen und Dinosaurierexperten Dr. Henry Loomis. Das Pharmaunternehmen will ein Mittel gegen Herzkrankheiten entwickeln und benötigt dafür DNA-Proben der größten Dinosaurier-Spezies zu Wasser, zu Lande und zu Luft, dem  Mosasaurus, dem Titanosaurus und dem Quetzalcoatlus. Für diese illegale Mission rekrutiert Zora ihre früheren Kameraden Bobby Atwater und Duncan Kincaid, zu dessen Bootscrew Nina und LeClerc gehören.
Während sie unterwegs zum Gebiet des Mosasaurus sind, befindet sich die Familie Delgado aus Vater Reuben, die jugendliche Tochter Teresa und ihrem Freund Xavier und die jüngere Tochter Isabella auf Segeltour im gleichen Gebiet. Nachdem deren Segelboot durch den Mosasaurus zum Kentern gebracht wird, entscheidet sich Zoras Team trotz Protest seitens Martin, sie zu retten und auf ihr Boot zu holen. Der Mosasaurus erscheint erneut und Zora kann die Probe entnehmen. Henry schlägt ihr vor, dass sie die Proben nicht dem Pharmaunternehmen überlassen, das das Arzneimittel unter zu hohen Preisen kaum zugänglich machen würde, sondern ohne Patent der ganzen Welt geben sollten. Bei einem Angriff des Mosasauriers zusammen mit einer Gruppe Spinosaurier wird Bobby getötet und Martin lässt Teresa über Bord fallen, der Xavier und ihre Familie hinterherspringen. Das Boot wird durch den Mosasaurus an die Felsen gedrückt und Duncan lässt es auf der Insel auflaufen. Am Strand wird Nina von einem Spinosaurus getötet.
Die vom Rest getrennte Familie und das Team versuchen unabhängig voneinander, den auf der Insel befindlichen Dorfkomplex zu erreichen, um abgeholt zu werden. Das Team kommt nach einem Marsch durch den Dschungel zu einer Titanosaurus-Herde auf einer Wiese und kann die Probe entnehmen. Später klettern sie eine Felswand hoch zu einem Quetzalcoatlus-Nest, um eine Probe aus einem Ei zu entnehmen. Dabei erscheint ein erwachsenes Exemplar und tötet LeClerc, während Henry die Probe sichern kann. Die Familie folgt derweil Versorgungsrohren, die zum Dorf führen sollen. Unterwegs freundet Isabella sich mit einem Aquilops an, den sie Dolores nennt. Sie kommen zu einem Fluss und werden auf einem Schlauchboot von einem Tyrannosaurus gejagt.
Beide Gruppen treffen sich schließlich bei dem verlassenen Komplex, wo ein Helikopter sie abholen soll. In dem von InGen betriebenen Forschungslabor wurde an Sauriermutationen und -kreuzungen experimentiert, um den Besuchern des Jurassic Park neue und spannendere Arten zu bieten, beim Verlassen der Insel wurden die Experimente zurückgelassen. Die Gruppe wird von „Mutadons“, Raptor-Flugsaurier-Hybriden, angegriffen, während der D-Rex (auch Distortus Rex) den Helikopter zerstört und danach Martin tötet, der zuvor allein mit den Proben fliehen wollte. Die Gruppe flüchtet in das unterirdische Tunnelsystem, das sie zu einem Boot führt. Duncan lockt den D-Rex mit einer Leuchtfackel weg und kann später von den anderen aufgelesen werden. Die Überlebenden entkommen mit den drei Proben schließlich von der Insel.

## Produktion

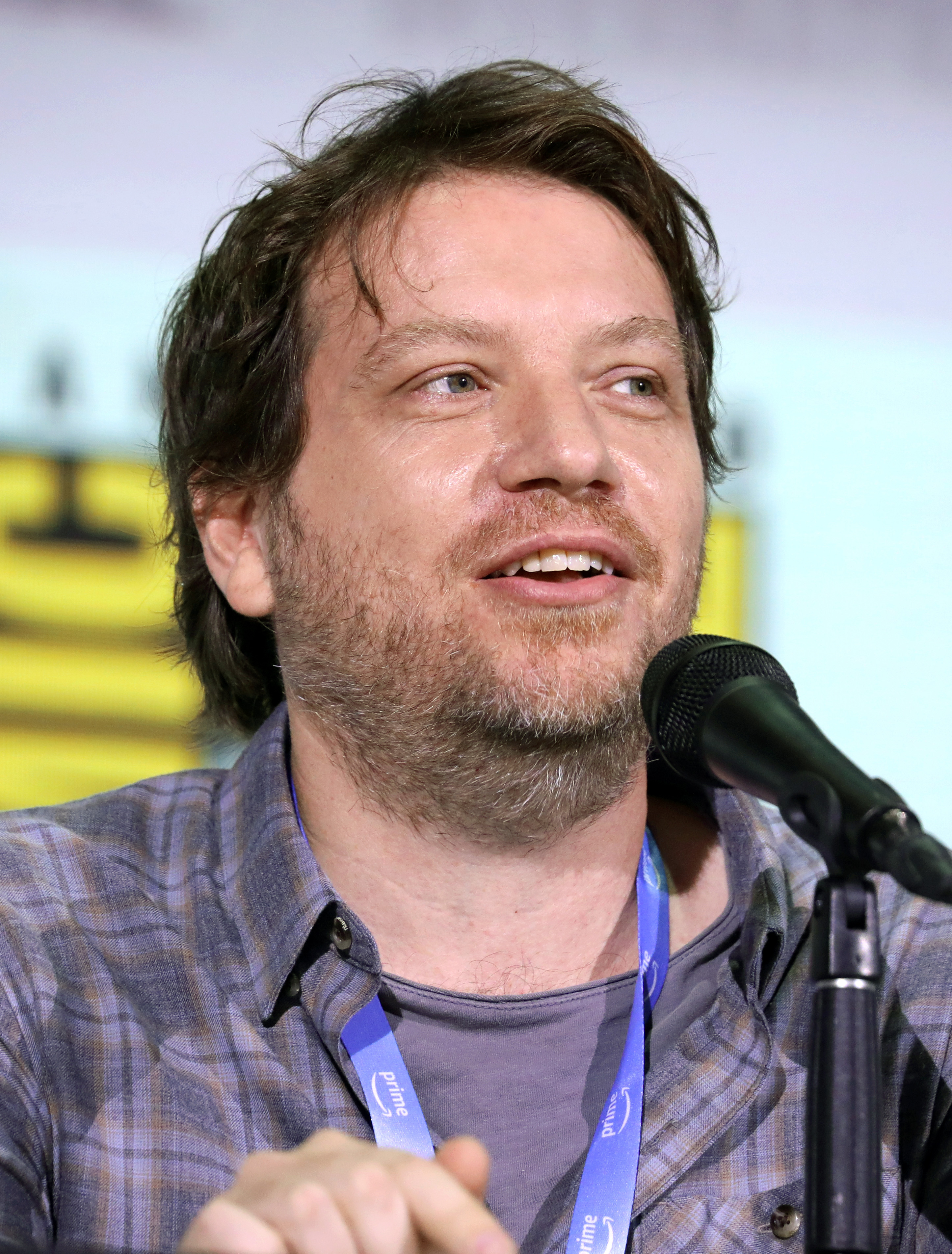
Regisseur Gareth Edwards

Nach dem finanziellen Erfolg von Jurassic World: Ein neues Zeitalter kündigte Universal Anfang 2024 mit Jurassic World: Die Wiedergeburt einen weiteren Film innerhalb der Jurassic-Park-Reihe an, der sich auf eine von den bisherigen sechs Teilen unabhängige Geschichte mit neuen Figuren fokussiert. Das Drehbuch wurde von David Koepp geschrieben – dem Autor des Originalfilms Jurassic Park – während Frank Marshall sowie Patrick Crowley als Produzenten und Steven Spielberg für Amblin Entertainment als Executive Producer fungierten. Als Regisseur war zunächst David Leitch im Gespräch, der sich mit Universal aufgrund kreativer Differenzen jedoch auf keinen Vertrag einigen konnte. Stattdessen wurde der Posten mit Gareth Edwards besetzt, der zuvor die Filme Godzilla, Rogue One und The Creator inszeniert hatte.
In der Hauptrolle verkörpert Scarlett Johansson die Abenteurerin Zora Bennett, nachdem Jennifer Lawrence die Rolle abgelehnt hatte. Mahershala Ali spielt ihren Teamleiter Duncan Kincaid, Jonathan Bailey den Paläontologen Dr. Henry Loomis, Rupert Friend den Pharma-Vertreter Martin Krebs und Manuel Garcia-Rulfo den Zivilisten Reuben Delgado, der mit seiner Familie nach einem Bootsunglück auf einer einsamen Insel strandet. Nebenrollen übernahmen Luna Blaise, David Iacono, Audrina Miranda, Ed Skrein, Philippine Velge und Bechir Sylvain.
Die Dreharbeiten begannen am 13. Juni 2024 in Thailand, wo die Hauptstadt Bangkok, die Provinz Phang-nga, die Städte Trang, Phuket und Chiang Mai sowie der Wasserfall Huai To im Khao Phanom Bencha National Park zu den Drehorten zählten. Als Kameramann fungierte John Mathieson, der auf 35-mm-Film drehte. Durch die bis zum 16. Juli andauernden Filmaufnahmen in Thailand flossen insgesamt 18 Millionen US-Dollar in die lokale Wirtschaft. Im Anschluss erfolgten bis September 2024 zweimonatige Dreharbeiten in den Malta Film Studios, ehe die Produktion in den Sky Studios Elstree nahe London abgeschlossen wurde. Weitere Nachdrehs erfolgten im Oktober 2024 in New York City. Die Filmmusik komponierte Alexandre Desplat.
Ein Trailer zum Film wurde am 5. Februar 2025 veröffentlicht; vier Tage später folgte weiteres Bildmaterial im Rahmen des Super Bowl LIX. Die Weltpremiere fand am 17. Juni 2025 in London statt. Im Anschluss lief Jurassic World: Die Wiedergeburt am 2. Juli 2025 in den deutschen und US-amerikanischen Kinos an.

## Synchronisation
Die deutschsprachige Synchronisation entstand nach einem Dialogbuch von Klaus Bickert und unter der Dialogregie von Björn Schalla bei Iyuno Germany.
| Rolle            | Darsteller          | Synchronsprecher   |
| ---------------- | ------------------- | ------------------ |
| Zora Bennett     | Scarlett Johansson  | Luise Helm         |
| Duncan Kincaid   | Mahershala Ali      | Matti Klemm        |
| Dr. Henry Loomis | Jonathan Bailey     | Martin Bonvicini   |
| Martin Krebs     | Rupert Friend       | Alexander Doering  |
| Reuben Delgado   | Manuel Garcia-Rulfo | Karim El Kammouchi |
| Teresa Delgado   | Luna Blaise         | Marie Hinze        |
| Isabella Delgado | Audrina Miranda     | Liya Tolaz         |
| Xavier Dobbs     | David Iacono        | Sebastian Fitzner  |
| LeClerc          | Bechir Sylvain      | Peter Sura         |
| Nina             | Philippine Velge    | Lisa May-Mitsching |
| Bobby Atwater    | Ed Skrein           | Manuel Straube     |

## Rezeption

### Altersfreigabe
In den Vereinigten Staaten erhielt Jurassic World: Die Wiedergeburt von der MPA aufgrund von intensiven Action- und Gewaltsequenzen, blutigen Bildern, der Sprache und Drogenanspielungen ein PG-13-Rating. In Deutschland vergab die FSK eine äquivalente Freigabe ab 12 Jahren. In der Begründung heißt es, der Film enthalte zahlreiche Spannungsmomente, wobei teilweise auch Menschen von Dinosauriern getötet werden würden. Diese Szenen seien stellenweise deutlich bebildert, könnten aber als realitätsferne Abenteuergeschichte mit der entsprechenden Distanz betrachtet werden. Zudem würden zahlreiche ruhigere Szenen sowie das lang ausgespielte Happy End ausreichende Entlastungsmöglichkeiten für Zuschauer ab zwölf Jahren bieten.

### Kritiken
Jurassic World: Die Wiedergeburt konnte 51 % der 384 bei Rotten Tomatoes gelisteten Kritiker überzeugen. Das Fazit lautet, mit seinen mitreißenden Szenen und prähistorischen Klischees kehre der Film zu den zuverlässigen Grundlagen der Jurassic-Park-Reihe zurück, auch wenn Die Wiedergeburt das Franchise nicht weiterentwickeln könne. Bei Metacritic erhielt der Film basierend auf 54 Rezensionen einen Metascore von 50 von 100 möglichen Punkten.
Ein positives Urteil fällt Peter Bradshaw vom Guardian, für den die bereits totgeglaubte Jurassic-Park-Reihe mit Die Wiedergeburt allen Widrigkeiten und den Fehlschlägen der letzten Jahre zum Trotz eine Auffrischung erfahre, die heiterer, lustiger, unvergleichlich besser gespielt und besser geschrieben sei. Die langweiligen, verworrenen Geschehnisse der jüngsten Jurassic-World-Filme würden dabei zum Glück ignoriert und sich stattdessen mehr an den drei Originalfilmen mit ihren traditionellen Momenten orientiert werden. Daneben gebe es eine großartige romantische Chemie zwischen den beiden Hauptdarstellern Scarlett Johansson und Jonathan Bailey, während einzig die unverschämten Produktplatzierungen wirklich negativ ins Gewicht fallen würden.
Ähnliche Worte findet Peter Debruge von Variety, für den die Jurassic-Park-Reihe nach einer jahrelangen Entwicklung in die falsche Richtung mit Die Wiedergeburt nun zu ihren Ursprüngen zurückkehre und die Albernheiten der vorigen drei Jurassic-World-Filme ablege. Drehbuchautor David Koepp ziehe so menschliche Charaktere wieder einer imaginären Bedrohung vor, wobei insbesondere Scarlett Johansson eine deutliche Verbesserung gegenüber Bryce Dallas Howard und nicht nur der Love Interest von irgendjemandem sei. Das Figurenensemble um sie herum eile effizient von einer gut inszenierten Sequenz zur nächsten, in denen Regisseur Gareth Edwards Spannung einer Übertreibung vorziehe und sich so etwa bei der Verwendung von CGI lobenswert zurückhalte. Die erfrischende Rückkehr zu praktischen Schauplätzen wirke dem unechten Aussagen der früheren Jurassic-World-Filme entgegen, auch wenn Edwards bei der Inszenierung von Actionszenen etwas zu oft auf gängige Gimmicks setze. Stattdessen seien insbesondere zärtliche Interaktionen zwischen Menschen und Dinosauriern ein überraschendes neues Element. Bedauernswert sei hingegen, dass Die Wiedergeburt für die Gesamthandlung des Franchise insgesamt keine größere Bedeutung zu haben scheine.
Deutlich kritischer zeigt sich Alissa Wilkinson von der New York Times, für die sich mit dem siebten Teil der Jurassic-Park-Reihe erste Abnutzungserscheinungen zeigen würden. Der von Gareth Edwards kompetent inszenierte Film gebe sich so zwar große Mühe, Momente der Ehrfurcht hervorzurufen, doch die bloße Konfrontation mit Dinosauriern allein rufe beim Zuschauer kein Staunen mehr hervor, sondern langweile zunehmend. Das von David Koepp verfasste, mit Figuren überladene Drehbuch fühle sich gleichzeitig zerstückelt an und werfe Themen und Handlungsstränge auf, ohne sie weiter zu verfolgen. So sei das Franchise mit Die Wiedergeburt nur noch eine Hülle seiner früheren selbst und wisse selbst nicht, warum es überhaupt noch existiert.
Zu einem ähnlichen Urteil gelangt David Ehrlich von IndieWire, der ebenfalls keinerlei Gründe für einen Fortbestand der Jurassic-World-Reihe abgesehen von den finanziellen Interessen von Universal sieht. Die Wiedergeburt sei zwar weniger aufgebläht und selbstgefällig als die letzten drei Filme und erfülle durchaus sein Versprechen, eine Hommage ans Original sein zu wollen, messe sich so aber auch mit Steven Spielbergs Meisterwerk und scheitere im direkten Vergleich. So werde das Nicht-Spektakel, das keinerlei Handschrift eines Regisseurs vorweisen könne, mit einer Nicht-Geschichte kombiniert, die der Logik eines Videospiels folge und wie aus vielen Studionotizen zusammengewürfelt wirke. Auch für seine Figuren interessiere sich der Film nicht, weshalb Scarlett Johansson nie den Hauch einer menschlichen Emotion zeigen könne und Mahershala Alis Rolle nur aus Präsenz und nicht aus Schauspiel bestehe.

### Einspielergebnis
Am Startwochenende konnte Jurassic World: Die Wiedergeburt in den Vereinigten Staaten mit Einnahmen von rund 147,3 Millionen US-Dollar – begünstigt durch Feierlichkeiten im Rahmen des Unabhängigkeitstages – die Spitzenposition der US-amerikanischen Kino-Charts belegen. Weltweit erzielte der Film nach Jurassic World den finanziell bis dahin zweitbesten Start innerhalb Jurassic-Park-Reihe und den zweitbesten Kinostart eines Films im Jahr 2025. Die weltweiten Einnahmen aus Kinovorführungen belaufen sich auf 800,9 Millionen US-Dollar, von denen Jurassic World: Die Wiedergeburt allein 327,5 Millionen im nordamerikanischen Raum erwirtschaften konnte. In Deutschland verzeichnet der Film insgesamt 2.156.461 Kinobesucher.